# Baden (Südbaden)
Baden, bis zum 2. Dezember 1946 Südbaden, war ein Land der französischen Besatzungszone und eines der Gründungsländer der Bundesrepublik Deutschland. Hauptstadt war Freiburg im Breisgau. 
Es umfasste die südlichen Landesteile der früheren Republik Baden und ging 1952 in Baden-Württemberg auf.

## Geographie
Zentrale Landschaft Badens mit den meisten großen Städten war die Oberrheinische Tiefebene. Im Westen und Süden von Rhein und Bodensee begrenzt, erstreckte sich das Land rechtsrheinisch vom Linzgau über Lörrach, Freiburg im Breisgau nach Baden-Baden. Es grenzte an das französische Elsass im Westen, an die Schweiz im Süden, an Württemberg-Hohenzollern im Osten und an Württemberg-Baden im Norden. Im äußersten Nordwesten bestand eine sehr kurze Grenze zum ebenfalls zur französischen Besatzungszone gehörenden Rheinland-Pfalz.
Die östliche Grenze nach Württemberg-Hohenzollern verlief durch den Schwarzwald; von dort bis zum Rhein war Baden im zentralen Bereich teilweise nur 30 Kilometer breit. Die schmalste Stelle („Wespentaille“) betrug nur 17,2 Kilometer Abstand von der württembergischen Grenze im Bereich der Gemarkung Gaggenau-Michelbach bis zum Rhein.

## Geschichte
|  | 29. April 1945    | Die französische Armee nimmt mit Markdorf den letzten badischen Ort ein.                            |
|  | 2. Juni 1945      | Die französische Militärregierung setzt eine deutsche Verwaltung ein.                               |
|  | 1. Dezember 1945  | Freiburg wird Sitz der Landesverwaltung Baden.                                                      |
|  | 17. November 1946 | In Baden wird eine Beratende Landesversammlung gewählt.                                             |
|  | 18. Mai 1947      | Die Verfassung wird in einer Volksabstimmung angenommen und gleichzeitig der erste Landtag gewählt. |
|  | 23. Mai 1949      | Baden wird Bundesland der neu konstituierten Bundesrepublik.                                        |
|  | 9. Dezember 1951  | Volksabstimmung über neuen Südweststaat.                                                            |
|  | 25. April 1952    | Baden wird Teil des neuen Bundeslandes Baden-Württemberg.                                           |

### Besatzungszone nach dem Zweiten Weltkrieg
Auf der Konferenz von Jalta 1945 wurde Frankreich eine eigene Besatzungszone in Deutschland zugestanden. Die Grenze zwischen der amerikanischen und der französischen Zone in Südwestdeutschland orientierte sich an dem Verlauf der Autobahn Karlsruhe–Stuttgart–Ulm (heutige Bundesautobahn 8); Landkreise, durch welche die Autobahn führte, wurden der amerikanischen Zone zugeordnet, die Kreise südlich davon der französischen.
Jean de Lattre de Tassigny war Oberkommandierender der 1. französischen Armee, die am Ende des Zweiten Weltkriegs Südwestdeutschland eroberte. Marie-Pierre Kœnig wurde Militärgouverneur der französischen Besatzungszone in Deutschland. Émile Laffon übernahm 1945 als Generalverwalter den Aufbau und die Leitung der Militärverwaltung in der Französischen Besatzungszone. Differenzen mit dem Oberkommandierenden Marie-Pierre Kœnig veranlassten ihn, 1947 zurückzutreten. Direkt für die Landesverwaltung Baden zuständig war auf französischer Seite Pierre Pène.
Frankreich vereinigte in seiner Besatzungszone die preußischen Hohenzollerischen Lande mit dem Südteil Württembergs zur Verwaltungseinheit Württemberg-Hohenzollern und schuf aus den südlichen Teilen Badens die Verwaltungseinheit Südbaden mit einer Fläche von rund 9646 km² und 1,3 Millionen Einwohnern. Ihre Hauptstadt wurde am 1. Dezember 1945 Freiburg im Breisgau. Das Parlament tagte im Historischen Kaufhaus, Sitz der Landesregierung und Amtssitz des Staatspräsidenten war das Colombischlössle.
Durch eine Volksabstimmung erhielt Südbaden am 18. Mai 1947 die Verfassung des Landes Baden, die schon in der Präambel deutlich machte, dass Südbaden den Anspruch erhob, Nachfolgestaat und Wahrer des alten Landes Baden, ehemals Großherzogtum Baden, zu sein. Deutlich wurde dies auch daran, dass sich das Land konsequent Baden statt, wie zuerst vorgesehen, „Südbaden“ nannte.

### Gründung der Bundesrepublik Deutschland
Leo Wohleb nahm vom 8. bis 10. Juli 1948 an der sogenannten Rittersturz-Konferenz in Koblenz und der Niederwaldkonferenz am 15./16. Juli 1948 teil. Beim Verfassungskonvent auf Herrenchiemsee arbeiteten für Baden Paul Zürcher, Theodor Maunz und Hermann Fecht mit.
Der Landtag wählte am 31. August 1948 den der CDU angehörenden Justizminister Hermann Fecht und den sozialdemokratischen Fraktionsvorsitzenden Friedrich Maier als Vertreter des Landes in den Parlamentarischen Rat der elf Länder der westlichen Besatzungszonen Deutschlands. Für Fecht rückte nach dessen Rücktritt am 7. März 1949 Anton Hilbert nach. Am 8. Mai 1949 verabschiedete der parlamentarische Rat den Entwurf des Grundgesetzes und die drei westlichen Militärgouverneure gaben am 12. Mai ihr Einverständnis.
Gemäß Art. 144 Abs. 1 des Grundgesetzes bedurfte der Entwurf der Annahme durch die Volksvertretungen in zwei Dritteln der deutschen Länder, in denen es zunächst gelten sollte. Zwischen dem 18. und 21. Mai wurde er in den Länderparlamenten zur Abstimmung gestellt.
Gemäß Art. 52 der badischen Verfassung bedurfte die Zustimmung zu einer Bundesverfassung der deutschen Länder eines verfassungsändernden Gesetzes und in Art. 92 Abs. 2 der badischen Verfassung stand: „Zur gültigen Beschlußfassung über Gesetze, durch die die Verfassung oder ihre Teile ergänzt, erläutert, abgeändert oder aufgehoben werden, ist die Zustimmung von mindestens zwei Dritteln der gesetzlichen Mitgliederzahl des Landtags erforderlich; ist das Gesetz angenommen, so muß es der Volksabstimmung unterbreitet werden.“
Im Badischen Landtag fand die Abstimmung am 18. Mai 1949 statt, wobei das Grundgesetz mit 49 gegen 2 Stimmen angenommen wurde. Eine Volksabstimmung über die Annahme des Grundgesetzes der Bundesrepublik Deutschland fand in Baden nie statt, da dies von den alliierten Militärgouverneuren nicht gewünscht war.
Das Grundgesetz wurde am 23. Mai 1949 in einer feierlichen Sitzung des Parlamentarischen Rates durch den Präsidenten und die Vizepräsidenten ausgefertigt und verkündet (Art. 145 Abs. 1). Es trat nach Art. 145 Abs. 2 mit Ablauf dieses Tages in Kraft, womit die Bundesrepublik Deutschland gegründet war und das Land Baden war eines der 11 Länder des Bundes.

### Gründung Baden-Württembergs
→ Hinweis: Die historischen Abläufe finden sich ausführlich auch im Abschnitt Die Entstehung Baden-Württembergs im Artikel Württemberg-Hohenzollern.
Die Regierung unter Leo Wohleb (CDU) war von Beginn an strikter Gegner des Südweststaats, also des Zusammenschlusses der drei Länder Baden, Württemberg-Baden und Württemberg-Hohenzollern.

#### Volksabstimmung

Abstimmung über die Bildung eines „Südweststaats“ 1951 (Prozent Ja-Stimmen) – eine Mehrheit der Wähler Südbadens stimmte dagegen.

1951 kam es zur Volksabstimmung über die Gründung des Südweststaats, wobei nach Bundesgesetz das Abstimmungsgebiet in vier Zonen eingeteilt wurde (Nordwürttemberg, Nordbaden, Südwürttemberg-Hohenzollern, Südbaden). Die Vereinigung der Länder sollte als akzeptiert gelten, wenn sich eine Mehrheit im gesamten Abstimmungsgebiet sowie in drei der vier Zonen ergab. Da eine Mehrheit in den beiden württembergischen Zonen sowie in Nordbaden bereits abzusehen war (hierfür wurden Probeabstimmungen durchgeführt), favorisierte diese Regelung die Vereinigungsbefürworter.
Bei der Abstimmung am 9. Dezember 1951 votierten die Wähler in beiden Teilen Württembergs mit 93 % für die Fusion, in Nordbaden mit 57 %, während in Südbaden nur 38 % dafür waren. In drei von vier Abstimmungsbezirken gab es daher eine Mehrheit für die Bildung des Südweststaates, so dass die Bildung eines Südweststaates beschlossen war, obwohl im gesamten badischen Gebiet (Nord- und Südbaden) 52,2 % dagegen gestimmt hatten.

#### Verfassungsklagen
Gegen die Volksabstimmung und die Zusammenlegung wurden verschiedene Verfassungsklagen angestrengt. 1951 hatte die badische Regierung eine Verfassungsklage gegen den Abstimmungsmodus angestrengt. Das damals neu gebildete Bundesverfassungsgericht lehnte jedoch eine sofortige Aufhebung der Volksabstimmung ab, wobei die Entscheidung mit 3:3 Stimmen fiel. 1956 entschied das Bundesverfassungsgericht, 1952 habe im Land Baden keine Mehrheit vorgelegen, die Abstimmung sei daher in Baden zu wiederholen. Allerdings ließ die Regierung Baden-Württembergs die Abstimmung erst im Jahre 1970 durchführen, 18 Jahre nach der Zusammenlegung der Länder. Der Status quo wurde von 81 % der Wähler bestätigt.

## Politik

### Offizielle Symbole
Artikel 55 der Verfassung des Landes Baden legte fest:
„Die Landesfarben sind gelb-rot.
Die badische Flagge besteht aus zwei gelben und einem roten Längsstreifen von gleicher Breite.
Das Staatswappen besteht aus einem goldenen, mit einem roten rechten Schrägbalken belegten Schild, der von zwei silbernen Greifen gehalten wird.“

Flagge des Bundeslandes Baden
Banner des Staatspräsidenten
Kfz-Stander des Staatspräsidenten
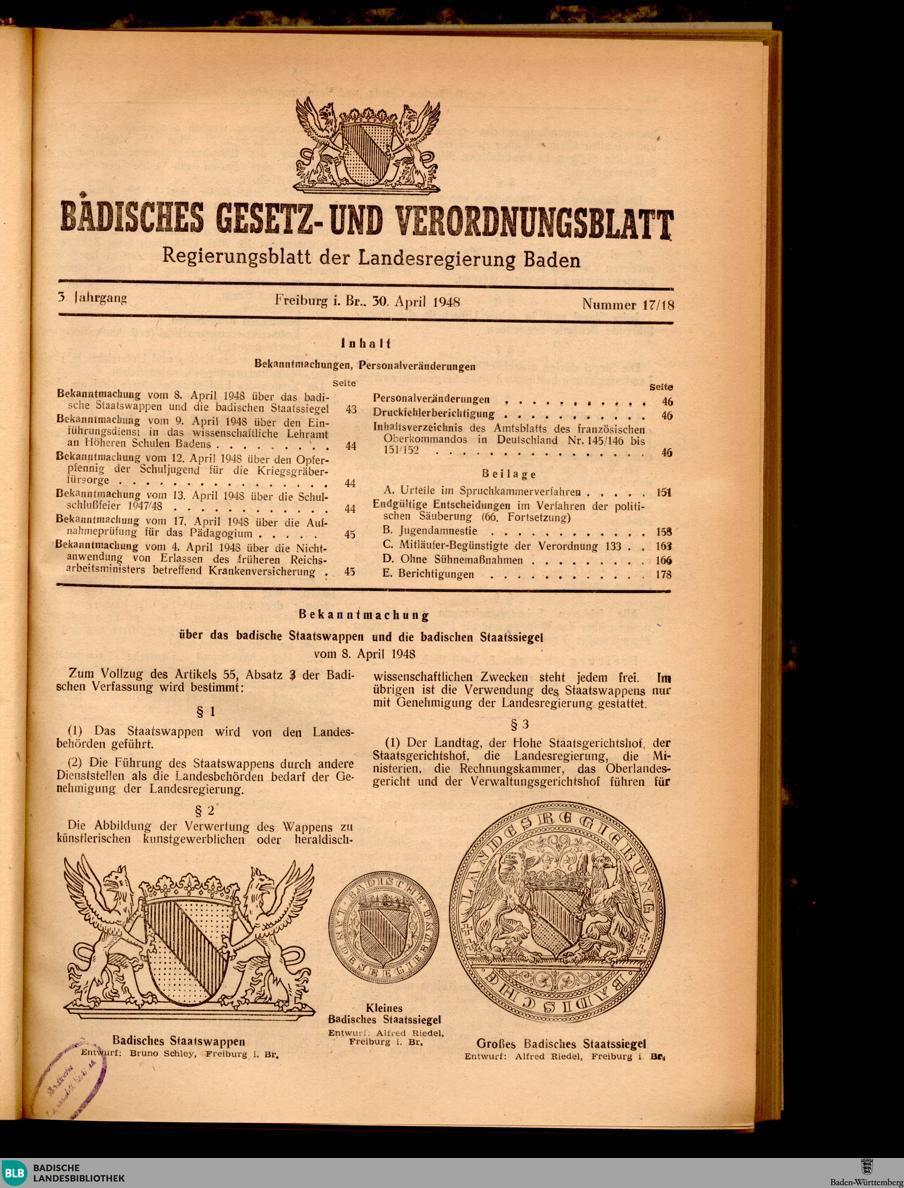
Titelseite des Regierungsblattes der Landesregierung Baden vom 30. April 1948 mit Staatswappen und Staatssiegel

### Regierungen
| Bezeichnung                   | Leitung     | Amtszeit                                                                   | Parteien                        |
| ----------------------------- | ----------- | -------------------------------------------------------------------------- | ------------------------------- |
| Rat der Ministerialdirektoren | Alfred Bund | 2. Juni 1945 bis zum 3. Dezember 1946                                      | Parteilose; BCSV; SPB; DeP      |
| Staatssekretariat Wohleb      | Leo Wohleb  | 3. Dezember 1946 bis 17. Mai 1947 ; bis 6. August 1947 geschäftsführend    | Parteilose; BCSV, SPB, DeP, KPB |
| Kabinett Wohleb I             | Leo Wohleb  | 24. Juli / 6. August 1947 bis zum 5. Januar 1948                           | Koalition von BCSV und SPB      |
| Kabinett Wohleb II            | Leo Wohleb  | 23. Januar bis zum 26. August 1948 ; bis 22. Februar 1949 geschäftsführend | alleinige CDU-Regierung         |
| Kabinett Wohleb III           | Leo Wohleb  | 22. Februar 1949 bis zum 25. April 1952                                    | alleinige CDU-Regierung         |

### Wahlen und Volksabstimmungen im Land Baden 1946 bis 1952
| Wahl/Abstimmung                                                               | Datum                      | Anmerkungen                                                                  | Grundlage |
| ----------------------------------------------------------------------------- | -------------------------- | ---------------------------------------------------------------------------- | --------- |
| Gemeinderäte                                                                  | 15. und 29. September 1946 | Dominanz der BCSV                                                            | [ 7 ]     |
| Kreisräte                                                                     | 13. Oktober 1946           | Dominanz der BCSV                                                            |           |
| Beratende Landesversammlung des Landes Baden                                  | 17. November 1946          | Dominanz der BCSV; indirekte Wahl                                            |           |
| Volksabstimmung über die Verfassung des Landes Baden                          | 18. Mai 1947               | Annahme mit 67,9 % der abgegebenen Stimmen                                   |           |
| Landtag                                                                       | 18. Mai 1947               | absolute Mehrheit der BCSV                                                   |           |
| Gemeinde- und Kreisräte                                                       | 14. November 1948          | CDU erreicht insgesamt weniger als 50 % der Stimmen; Gewinne der SPD und FDP | [ 9 ]     |
| Probe-Volksabstimmung über Beitritt zu einem neuen Südweststaat               | 24. September 1950         | mit 59,6 % abgelehnt                                                         |           |
| Volksabstimmung über Verlängerung der Wahlperiode des 1947 gewählten Landtags | 18. November 1951          | Verlängerung mit großer Mehrheit gebilligt                                   |           |
| Volksabstimmung über Beitritt zu einem neuen Südweststaat                     | 9. Dezember 1951           | mit 62,2 % abgelehnt                                                         |           |

### Landtag in Baden
Der Landtag wurde in Baden nur einmal, nämlich bei der Landtagswahl 1947 am 18. Mai 1947, gewählt. Dabei erhielt die BCSV die absolute Mehrheit.
Vorgänger des Landtags war die Beratende Landesversammlung des Landes Baden die am 17. November 1946 durch Kreis- und Gemeinderäte gewählt wurde und am 22. November ihre Tätigkeit aufnahm.
Der Landtag wählte am 31. August 1948 den der CDU angehörenden Justizminister Hermann Fecht und den sozialdemokratischen Fraktionsvorsitzenden Friedrich Maier als Vertreter des Landes in den Parlamentarischen Rat der elf Länder der westlichen Besatzungszonen Deutschlands. Für Fecht rückte nach dessen Rücktritt am 7. März 1949 Anton Hilbert nach.

## Verwaltungsgliederung
Stadtkreise
- Baden-Baden
- Freiburg im Breisgau
- Konstanz

Landkreise
- Bühl
- Donaueschingen
- Emmendingen
- Freiburg
- Kehl
- Konstanz
- Lahr
- Lörrach
- Müllheim
- Neustadt
- Offenburg
- Rastatt
- Säckingen
- Stockach
- Überlingen
- Villingen
- Waldshut
- Wolfach

Für die Gerichtsorganisation siehe Gerichte in Baden (Südbaden).